# Phytoecia erivanica
Phytoecia erivanica là một loài bọ cánh cứng trong họ Cerambycidae.